# Телатґорі
Телатґорі (груз. თელათგორი) — село в Грузії.
За даними перепису населення 2014 року в селі проживає 211 осіб.